# 나라별 수교 현황/유럽/동유럽
이 문서는 동유럽에 위치하는 국가들의 수교 현황이다. UN의 분류상 동유럽 지역 그룹에서 동유럽에 속하는 러시아, 폴란드, 체코, 루마니아, 헝가리, 우크라이나, 불가리아, 세르비아, 슬로바키아, 크로아티아, 벨라루스, 아제르바이잔, 슬로베니아, 보스니아 헤르체고비나, 리투아니아, 조지아, 알바니아, 라트비아, 북마케도니아, 에스토니아, 몰도바, 아르메니아, 몬테네그로를 다루었다. 이때, 인문지리적 특징에 따라 러시아, 우크라이나, 벨라루스의 동슬라브권, 폴란드, 체코, 헝가리, 슬로바키아의 서슬라브권, 루마니아, 불가리아, 몰도바의 흑해 연안권, 세르비아, 알바니아, 북마케도니아, 몬테네그로의 동부 남슬라브권, 크로아티아, 슬로베니아, 보스니아 헤르체고비나의 서부 남슬라브권, 아제르바이잔, 조지아, 아르메니아의 캅카스 3국, 리투아니아, 라트비아, 에스토니아의 발트 3국으로 나누어 다루었다. 이 문서는 수교 여부뿐만 아니라, 외교 공관(재외공관, 외국공관) 설치 및 존재 여부도 설명하고 있으며, 표와 지도로 제시했다.

## 수교 및 외교 공관 현황

### 동슬라브권
| 가나                   | 수교    | 설치    | 있음    |
| 가봉                   | 수교    | 설치    | 있음    |
| 가이아나               | 수교    | 설치    | 없음    |
| 감비아                 | 수교    | 미설치  | 있음    |
| 과테말라               | 수교    | 설치    | 있음    |
| 그레나다               | 수교    | 미설치  | 있음    |
| 그리스                 | 수교    | 설치    | 있음    |
| 기니                   | 수교    | 설치    | 있음    |
| 기니비사우             | 수교    | 설치    | 있음    |
| 나미비아               | 수교    | 설치    | 있음    |
| 나우루                 | 수교    | 미설치  | 없음    |
| 나이지리아             | 수교    | 설치    | 있음    |
| 남수단                 | 수교    | 미설치  | 있음    |
| 남아프리카 공화국      | 수교    | 설치    | 있음    |
| 네덜란드               | 수교    | 설치    | 있음    |
| 네팔                   | 수교    | 설치    | 있음    |
| 노르웨이               | 수교    | 설치    | 있음    |
| 뉴질랜드               | 수교    | 설치    | 있음    |
| 니우에                 | 미수교  | 미설치  | 없음    |
| 니제르                 | 수교    | 미설치  | 있음    |
| 니카라과               | 수교    | 설치    | 있음    |
| 대한민국               | 수교    | 설치    | 있음    |
| 덴마크                 | 수교    | 설치    | 있음    |
| 도미니카 공화국        | 수교    | 설치    | 있음    |
| 도미니카 연방          | 수교    | 미설치  | 없음    |
| 독일                   | 수교    | 설치    | 있음    |
| 동티모르               | 수교    | 미설치  | 없음    |
| 라오스                 | 수교    | 설치    | 있음    |
| 라이베리아             | 수교    | 미설치  | 없음    |
| 라트비아               | 수교    | 설치    | 있음    |
| 러시아                 | 당국    | 당국    | 당국    |
| 레바논                 | 수교    | 설치    | 있음    |
| 레소토                 | 수교    | 미설치  | 없음    |
| 루마니아               | 수교    | 설치    | 있음    |
| 룩셈부르크             | 수교    | 설치    | 있음    |
| 르완다                 | 수교    | 설치    | 있음    |
| 리비아                 | 수교    | 설치    | 있음    |
| 리투아니아             | 수교    | 설치    | 있음    |
| 리히텐슈타인           | 수교    | 미설치  | 없음    |
| 마다가스카르           | 수교    | 설치    | 있음    |
| 마셜 제도              | 수교    | 미설치  | 없음    |
| 말라위                 | 수교    | 미설치  | 없음    |
| 말레이시아             | 수교    | 설치    | 있음    |
| 말리                   | 수교    | 설치    | 있음    |
| 멕시코                 | 수교    | 설치    | 있음    |
| 모나코                 | 수교    | 미설치  | 없음    |
| 모로코                 | 수교    | 설치    | 있음    |
| 모리셔스               | 수교    | 설치    | 있음    |
| 모리타니               | 수교    | 설치    | 있음    |
| 모잠비크               | 수교    | 설치    | 있음    |
| 몬테네그로             | 수교    | 설치    | 있음    |
| 몰도바                 | 수교    | 설치    | 있음    |
| 몰디브                 | 수교    | 미설치  | 없음    |
| 몰타                   | 수교    | 설치    | 있음    |
| 몽골                   | 수교    | 설치    | 있음    |
| 미국                   | 수교    | 설치    | 있음    |
| 미얀마                 | 수교    | 설치    | 있음    |
| 미크로네시아 연방      | 미수교  | 미설치  | 없음    |
| 바누아투               | 수교    | 미설치  | 없음    |
| 바레인                 | 수교    | 설치    | 있음    |
| 바베이도스             | 수교    | 미설치  | 없음    |
| 바티칸 시국            | 수교    | 설치    | 있음    |
| 바하마                 | 수교    | 미설치  | 없음    |
| 방글라데시             | 수교    | 설치    | 있음    |
| 베냉                   | 수교    | 설치    | 있음    |
| 베네수엘라             | 수교    | 설치    | 있음    |
| 베트남                 | 수교    | 설치    | 있음    |
| 벨기에                 | 수교    | 설치    | 있음    |
| 벨라루스               | 수교    | 설치    | 있음    |
| 벨리즈                 | 수교    | 미설치  | 없음    |
| 보스니아 헤르체고비나  | 수교    | 설치    | 있음    |
| 보츠와나               | 수교    | 설치    | 없음    |
| 볼리비아               | 수교    | 설치    | 있음    |
| 부룬디                 | 수교    | 설치    | 있음    |
| 부르키나파소           | 수교    | 설치    | 있음    |
| 부탄                   | 미수교  | 미설치  | 없음    |
| 북마케도니아           | 수교    | 설치    | 있음    |
| 불가리아               | 수교    | 설치    | 있음    |
| 브라질                 | 수교    | 설치    | 있음    |
| 브루나이               | 수교    | 설치    | 있음    |
| 사모아                 | 수교    | 미설치  | 없음    |
| 사우디아라비아         | 수교    | 설치    | 있음    |
| 산마리노               | 수교    | 미설치  | 없음    |
| 상투메 프린시페        | 수교    | 미설치  | 없음    |
| 세네갈                 | 수교    | 설치    | 있음    |
| 세르비아               | 수교    | 설치    | 있음    |
| 세이셸                 | 수교    | 설치    | 없음    |
| 세인트루시아           | 수교    | 미설치  | 없음    |
| 세인트빈센트 그레나딘  | 수교    | 미설치  | 없음    |
| 세인트키츠 네비스      | 수교    | 미설치  | 없음    |
| 소말리아               | 수교    | 미설치  | 있음    |
| 솔로몬 제도            | 미수교  | 미설치  | 없음    |
| 수단                   | 수교    | 설치    | 있음    |
| 수리남                 | 수교    | 미설치  | 없음    |
| 스리랑카               | 수교    | 설치    | 있음    |
| 스웨덴                 | 수교    | 설치    | 있음    |
| 스위스                 | 수교    | 설치    | 있음    |
| 스페인                 | 수교    | 설치    | 있음    |
| 슬로바키아             | 수교    | 설치    | 있음    |
| 슬로베니아             | 수교    | 설치    | 있음    |
| 시리아                 | 수교    | 설치    | 있음    |
| 시에라리온             | 수교    | 미설치  | 있음    |
| 싱가포르               | 수교    | 설치    | 있음    |
| 아랍에미리트           | 수교    | 설치    | 있음    |
| 아르메니아             | 수교    | 설치    | 있음    |
| 아르헨티나             | 수교    | 설치    | 있음    |
| 아이슬란드             | 수교    | 설치    | 없음    |
| 아이티                 | 수교    | 미설치  | 없음    |
| 아일랜드               | 수교    | 설치    | 있음    |
| 아제르바이잔           | 수교    | 설치    | 있음    |
| 아프가니스탄           | 수교    | 설치    | 있음    |
| 안도라                 | 수교    | 미설치  | 없음    |
| 알바니아               | 수교    | 설치    | 있음    |
| 알제리                 | 수교    | 설치    | 있음    |
| 앙골라                 | 수교    | 설치    | 있음    |
| 앤티가 바부다          | 수교    | 미설치  | 없음    |
| 에리트레아             | 수교    | 설치    | 있음    |
| 에스와티니             | 수교    | 미설치  | 없음    |
| 에스토니아             | 수교    | 설치    | 있음    |
| 에콰도르               | 수교    | 설치    | 있음    |
| 에티오피아             | 수교    | 설치    | 있음    |
| 엘살바도르             | 수교    | 미설치  | 있음    |
| 영국                   | 수교    | 설치    | 있음    |
| 예멘                   | 수교    | 미설치  | 있음    |
| 오만                   | 수교    | 설치    | 있음    |
| 오스트레일리아         | 수교    | 설치    | 있음    |
| 오스트리아             | 수교    | 설치    | 있음    |
| 온두라스               | 수교    | 미설치  | 있음    |
| 요르단                 | 수교    | 설치    | 있음    |
| 우간다                 | 수교    | 설치    | 있음    |
| 우루과이               | 수교    | 설치    | 있음    |
| 우즈베키스탄           | 수교    | 설치    | 있음    |
| 우크라이나             | 미수교  | 미설치  | 없음    |
| 이라크                 | 수교    | 설치    | 있음    |
| 이란                   | 수교    | 설치    | 있음    |
| 이스라엘               | 수교    | 설치    | 있음    |
| 이집트                 | 수교    | 설치    | 있음    |
| 이탈리아               | 수교    | 설치    | 있음    |
| 인도                   | 수교    | 설치    | 있음    |
| 인도네시아             | 수교    | 설치    | 있음    |
| 일본                   | 수교    | 설치    | 있음    |
| 자메이카               | 수교    | 설치    | 없음    |
| 잠비아                 | 수교    | 설치    | 있음    |
| 적도 기니              | 수교    | 미설치  | 있음    |
| 조선민주주의인민공화국 | 수교    | 설치    | 있음    |
| 조지아                 | 미수교  | 미설치  | 없음    |
| 중국                   | 수교    | 설치    | 있음    |
| 중앙아프리카 공화국    | 수교    | 설치    | 있음    |
| 지부티                 | 수교    | 설치    | 있음    |
| 짐바브웨               | 수교    | 설치    | 있음    |
| 차드                   | 수교    | 설치    | 있음    |
| 체코                   | 수교    | 설치    | 있음    |
| 칠레                   | 수교    | 설치    | 있음    |
| 카메룬                 | 수교    | 설치    | 있음    |
| 카보베르데             | 수교    | 설치    | 없음    |
| 카자흐스탄             | 수교    | 설치    | 있음    |
| 카타르                 | 수교    | 설치    | 있음    |
| 캄보디아               | 수교    | 설치    | 있음    |
| 캐나다                 | 수교    | 설치    | 있음    |
| 케냐                   | 수교    | 설치    | 있음    |
| 코모로                 | 수교    | 미설치  | 없음    |
| 코스타리카             | 수교    | 설치    | 있음    |
| 코트디부아르           | 수교    | 설치    | 있음    |
| 콜롬비아               | 수교    | 설치    | 있음    |
| 콩고 공화국            | 수교    | 설치    | 있음    |
| 콩고 민주 공화국       | 수교    | 설치    | 있음    |
| 쿠바                   | 수교    | 설치    | 있음    |
| 쿠웨이트               | 수교    | 설치    | 있음    |
| 쿡 제도                | 미수교  | 미설치  | 없음    |
| 크로아티아             | 수교    | 설치    | 있음    |
| 키르기스스탄           | 수교    | 설치    | 있음    |
| 키리바시               | 수교    | 미설치  | 없음    |
| 키프로스               | 수교    | 설치    | 있음    |
| 타지키스탄             | 수교    | 설치    | 있음    |
| 탄자니아               | 수교    | 설치    | 있음    |
| 태국                   | 수교    | 설치    | 있음    |
| 토고                   | 수교    | 미설치  | 없음    |
| 통가                   | 수교    | 미설치  | 없음    |
| 투르크메니스탄         | 수교    | 설치    | 있음    |
| 투발루                 | 수교    | 미설치  | 없음    |
| 튀니지                 | 수교    | 설치    | 있음    |
| 튀르키예               | 수교    | 설치    | 있음    |
| 트리니다드 토바고      | 수교    | 미설치  | 없음    |
| 파나마                 | 수교    | 설치    | 있음    |
| 파라과이               | 수교    | 설치    | 있음    |
| 파키스탄               | 수교    | 설치    | 있음    |
| 파푸아뉴기니           | 수교    | 미설치  | 없음    |
| 팔라우                 | 수교    | 미설치  | 없음    |
| 팔레스타인             | 수교    | 설치    | 있음    |
| 페루                   | 수교    | 설치    | 있음    |
| 포르투갈               | 수교    | 설치    | 있음    |
| 폴란드                 | 수교    | 설치    | 있음    |
| 프랑스                 | 수교    | 설치    | 있음    |
| 피지                   | 수교    | 미설치  | 없음    |
| 핀란드                 | 수교    | 설치    | 있음    |
| 필리핀                 | 수교    | 설치    | 있음    |
| 헝가리                 | 수교    | 설치    | 있음    |
| 승인국                 | 189개국 | 145개국 | 149개국 |
| 미승인국               | 2       | 2       | 2       |
| 총계                   | 191개국 | 147개국 | 151개국 |

### 서슬라브권
| 가나                   | 수교    | 미설치 | 없음   |
| 가봉                   | 수교    | 미설치 | 없음   |
| 가이아나               | 수교    | 미설치 | 없음   |
| 감비아                 | 수교    | 미설치 | 없음   |
| 과테말라               | 수교    | 미설치 | 있음   |
| 그레나다               | 수교    | 미설치 | 없음   |
| 그리스                 | 수교    | 설치   | 있음   |
| 기니                   | 수교    | 미설치 | 없음   |
| 기니비사우             | 수교    | 미설치 | 없음   |
| 나미비아               | 수교    | 미설치 | 없음   |
| 나우루                 | 수교    | 미설치 | 없음   |
| 나이지리아             | 수교    | 설치   | 있음   |
| 남수단                 | 수교    | 미설치 | 없음   |
| 남아프리카 공화국      | 수교    | 설치   | 있음   |
| 네덜란드               | 수교    | 설치   | 있음   |
| 네팔                   | 수교    | 미설치 | 없음   |
| 노르웨이               | 수교    | 설치   | 있음   |
| 뉴질랜드               | 수교    | 설치   | 있음   |
| 니우에                 | 미수교  | 미설치 | 없음   |
| 니제르                 | 수교    | 미설치 | 없음   |
| 니카라과               | 수교    | 미설치 | 없음   |
| 대한민국               | 수교    | 설치   | 있음   |
| 덴마크                 | 수교    | 설치   | 있음   |
| 도미니카 공화국        | 수교    | 미설치 | 없음   |
| 도미니카 연방          | 수교    | 미설치 | 없음   |
| 독일                   | 수교    | 설치   | 있음   |
| 동티모르               | 수교    | 미설치 | 없음   |
| 라오스                 | 수교    | 미설치 | 없음   |
| 라이베리아             | 수교    | 미설치 | 없음   |
| 라트비아               | 수교    | 설치   | 있음   |
| 러시아                 | 수교    | 설치   | 있음   |
| 레바논                 | 수교    | 설치   | 있음   |
| 레소토                 | 수교    | 미설치 | 없음   |
| 루마니아               | 수교    | 설치   | 있음   |
| 룩셈부르크             | 수교    | 설치   | 있음   |
| 르완다                 | 수교    | 설치   | 있음   |
| 리비아                 | 수교    | 미설치 | 있음   |
| 리투아니아             | 수교    | 설치   | 있음   |
| 리히텐슈타인           | 수교    | 미설치 | 없음   |
| 마다가스카르           | 수교    | 미설치 | 없음   |
| 마셜 제도              | 수교    | 미설치 | 없음   |
| 말라위                 | 수교    | 미설치 | 없음   |
| 말레이시아             | 수교    | 설치   | 있음   |
| 말리                   | 수교    | 미설치 | 없음   |
| 멕시코                 | 수교    | 설치   | 있음   |
| 모나코                 | 수교    | 미설치 | 없음   |
| 모로코                 | 수교    | 설치   | 있음   |
| 모리셔스               | 수교    | 미설치 | 없음   |
| 모리타니               | 수교    | 미설치 | 없음   |
| 모잠비크               | 수교    | 미설치 | 없음   |
| 몬테네그로             | 수교    | 설치   | 있음   |
| 몰도바                 | 수교    | 설치   | 있음   |
| 몰디브                 | 수교    | 미설치 | 없음   |
| 몰타                   | 수교    | 설치   | 있음   |
| 몽골                   | 수교    | 설치   | 있음   |
| 미국                   | 수교    | 설치   | 있음   |
| 미얀마                 | 수교    | 미설치 | 없음   |
| 미크로네시아 연방      | 수교    | 미설치 | 없음   |
| 바누아투               | 수교    | 미설치 | 없음   |
| 바레인                 | 수교    | 미설치 | 없음   |
| 바베이도스             | 수교    | 미설치 | 없음   |
| 바티칸 시국            | 수교    | 설치   | 있음   |
| 바하마                 | 수교    | 미설치 | 없음   |
| 방글라데시             | 수교    | 미설치 | 있음   |
| 베냉                   | 수교    | 미설치 | 없음   |
| 베네수엘라             | 수교    | 설치   | 있음   |
| 베트남                 | 수교    | 설치   | 있음   |
| 벨기에                 | 수교    | 설치   | 있음   |
| 벨라루스               | 수교    | 설치   | 있음   |
| 벨리즈                 | 수교    | 미설치 | 없음   |
| 보스니아 헤르체고비나  | 수교    | 설치   | 있음   |
| 보츠와나               | 수교    | 미설치 | 없음   |
| 볼리비아               | 수교    | 미설치 | 없음   |
| 부룬디                 | 수교    | 미설치 | 없음   |
| 부르키나파소           | 수교    | 미설치 | 없음   |
| 부탄                   | 수교    | 미설치 | 없음   |
| 북마케도니아           | 수교    | 설치   | 있음   |
| 불가리아               | 수교    | 설치   | 있음   |
| 브라질                 | 수교    | 설치   | 있음   |
| 브루나이               | 수교    | 미설치 | 없음   |
| 사모아                 | 수교    | 미설치 | 없음   |
| 사우디아라비아         | 수교    | 설치   | 있음   |
| 산마리노               | 수교    | 미설치 | 없음   |
| 상투메 프린시페        | 수교    | 미설치 | 없음   |
| 세네갈                 | 수교    | 설치   | 있음   |
| 세르비아               | 수교    | 설치   | 있음   |
| 세이셸                 | 수교    | 미설치 | 없음   |
| 세인트루시아           | 수교    | 미설치 | 없음   |
| 세인트빈센트 그레나딘  | 수교    | 미설치 | 없음   |
| 세인트키츠 네비스      | 수교    | 미설치 | 없음   |
| 소말리아               | 수교    | 미설치 | 없음   |
| 솔로몬 제도            | 수교    | 미설치 | 없음   |
| 수단                   | 수교    | 미설치 | 없음   |
| 수리남                 | 수교    | 미설치 | 없음   |
| 스리랑카               | 수교    | 미설치 | 있음   |
| 스웨덴                 | 수교    | 설치   | 있음   |
| 스위스                 | 수교    | 설치   | 있음   |
| 스페인                 | 수교    | 설치   | 있음   |
| 슬로바키아             | 수교    | 설치   | 있음   |
| 슬로베니아             | 수교    | 설치   | 있음   |
| 시리아                 | 수교    | 설치   | 있음   |
| 시에라리온             | 수교    | 미설치 | 없음   |
| 싱가포르               | 수교    | 설치   | 없음   |
| 아랍에미리트           | 수교    | 설치   | 있음   |
| 아르메니아             | 수교    | 설치   | 있음   |
| 아르헨티나             | 수교    | 설치   | 있음   |
| 아이슬란드             | 수교    | 설치   | 있음   |
| 아이티                 | 수교    | 미설치 | 없음   |
| 아일랜드               | 수교    | 설치   | 있음   |
| 아제르바이잔           | 수교    | 설치   | 있음   |
| 아프가니스탄           | 수교    | 미설치 | 있음   |
| 안도라                 | 수교    | 미설치 | 없음   |
| 알바니아               | 수교    | 설치   | 있음   |
| 알제리                 | 수교    | 설치   | 있음   |
| 앙골라                 | 수교    | 설치   | 있음   |
| 앤티가 바부다          | 수교    | 미설치 | 없음   |
| 에리트레아             | 수교    | 미설치 | 없음   |
| 에스와티니             | 수교    | 미설치 | 없음   |
| 에스토니아             | 수교    | 설치   | 있음   |
| 에콰도르               | 수교    | 미설치 | 없음   |
| 에티오피아             | 수교    | 설치   | 없음   |
| 엘살바도르             | 수교    | 미설치 | 없음   |
| 영국                   | 수교    | 설치   | 있음   |
| 예멘                   | 수교    | 미설치 | 있음   |
| 오만                   | 수교    | 미설치 | 없음   |
| 오스트레일리아         | 수교    | 설치   | 있음   |
| 오스트리아             | 수교    | 설치   | 있음   |
| 온두라스               | 수교    | 미설치 | 없음   |
| 요르단                 | 수교    | 설치   | 없음   |
| 우간다                 | 수교    | 미설치 | 없음   |
| 우루과이               | 수교    | 미설치 | 없음   |
| 우즈베키스탄           | 수교    | 설치   | 있음   |
| 우크라이나             | 수교    | 설치   | 있음   |
| 이라크                 | 수교    | 설치   | 있음   |
| 이란                   | 수교    | 설치   | 있음   |
| 이스라엘               | 수교    | 설치   | 있음   |
| 이집트                 | 수교    | 설치   | 있음   |
| 이탈리아               | 수교    | 설치   | 있음   |
| 인도                   | 수교    | 설치   | 있음   |
| 인도네시아             | 수교    | 설치   | 있음   |
| 일본                   | 수교    | 설치   | 있음   |
| 자메이카               | 수교    | 미설치 | 없음   |
| 잠비아                 | 수교    | 미설치 | 없음   |
| 적도 기니              | 수교    | 미설치 | 없음   |
| 조선민주주의인민공화국 | 수교    | 설치   | 있음   |
| 조지아                 | 수교    | 설치   | 있음   |
| 중국                   | 수교    | 설치   | 있음   |
| 중앙아프리카 공화국    | 수교    | 미설치 | 없음   |
| 지부티                 | 수교    | 미설치 | 없음   |
| 짐바브웨               | 수교    | 미설치 | 없음   |
| 차드                   | 수교    | 미설치 | 없음   |
| 체코                   | 수교    | 설치   | 있음   |
| 칠레                   | 수교    | 설치   | 있음   |
| 카메룬                 | 수교    | 미설치 | 없음   |
| 카보베르데             | 수교    | 미설치 | 없음   |
| 카자흐스탄             | 수교    | 설치   | 있음   |
| 카타르                 | 수교    | 설치   | 있음   |
| 캄보디아               | 수교    | 미설치 | 없음   |
| 캐나다                 | 수교    | 설치   | 있음   |
| 케냐                   | 수교    | 설치   | 없음   |
| 코모로                 | 수교    | 미설치 | 없음   |
| 코스타리카             | 수교    | 미설치 | 없음   |
| 코트디부아르           | 수교    | 미설치 | 없음   |
| 콜롬비아               | 수교    | 설치   | 있음   |
| 콩고 공화국            | 수교    | 미설치 | 없음   |
| 콩고 민주 공화국       | 수교    | 미설치 | 있음   |
| 쿠바                   | 수교    | 설치   | 있음   |
| 쿠웨이트               | 수교    | 설치   | 있음   |
| 쿡 제도                | 수교    | 미설치 | 없음   |
| 크로아티아             | 수교    | 설치   | 있음   |
| 키르기스스탄           | 수교    | 미설치 | 없음   |
| 키리바시               | 수교    | 미설치 | 없음   |
| 키프로스               | 수교    | 설치   | 있음   |
| 타지키스탄             | 수교    | 미설치 | 없음   |
| 탄자니아               | 수교    | 설치   | 없음   |
| 태국                   | 수교    | 설치   | 있음   |
| 토고                   | 수교    | 미설치 | 없음   |
| 통가                   | 수교    | 미설치 | 없음   |
| 투르크메니스탄         | 수교    | 미설치 | 없음   |
| 투발루                 | 수교    | 미설치 | 없음   |
| 튀니지                 | 수교    | 설치   | 있음   |
| 튀르키예               | 수교    | 설치   | 있음   |
| 트리니다드 토바고      | 수교    | 미설치 | 없음   |
| 파나마                 | 수교    | 설치   | 있음   |
| 파라과이               | 수교    | 미설치 | 없음   |
| 파키스탄               | 수교    | 설치   | 있음   |
| 파푸아뉴기니           | 수교    | 미설치 | 없음   |
| 팔라우                 | 수교    | 미설치 | 없음   |
| 팔레스타인             | 수교    | 미설치 | 있음   |
| 페루                   | 수교    | 설치   | 있음   |
| 포르투갈               | 수교    | 설치   | 있음   |
| 폴란드                 | 당국    | 당국   | 당국   |
| 프랑스                 | 수교    | 설치   | 있음   |
| 피지                   | 수교    | 미설치 | 없음   |
| 핀란드                 | 수교    | 설치   | 있음   |
| 필리핀                 | 수교    | 설치   | 있음   |
| 헝가리                 | 수교    | 설치   | 있음   |
| 승인국                 | 195개국 | 94개국 | 97개국 |
| 미승인국               | 1       | 0      | 1      |
| 총계                   | 196개국 | 94개국 | 98개국 |

### 흑해 연안권
| 가나                   |
| 가봉                   |
| 가이아나               |
| 감비아                 |
| 과테말라               |
| 그레나다               |
| 그리스                 |
| 기니                   |
| 기니비사우             |
| 나미비아               |
| 나우루                 |
| 나이지리아             |
| 남수단                 |
| 남아프리카 공화국      |
| 네덜란드               |
| 네팔                   |
| 노르웨이               |
| 뉴질랜드               |
| 니우에                 |
| 니제르                 |
| 니카라과               |
| 대한민국               |
| 덴마크                 |
| 도미니카 공화국        |
| 도미니카 연방          |
| 독일                   |
| 동티모르               |
| 라오스                 |
| 라이베리아             |
| 라트비아               |
| 러시아                 |
| 레바논                 |
| 레소토                 |
| 루마니아               |
| 룩셈부르크             |
| 르완다                 |
| 리비아                 |
| 리투아니아             |
| 리히텐슈타인           |
| 마다가스카르           |
| 마셜 제도              |
| 말라위                 |
| 말레이시아             |
| 말리                   |
| 멕시코                 |
| 모나코                 |
| 모로코                 |
| 모리셔스               |
| 모리타니               |
| 모잠비크               |
| 몬테네그로             |
| 몰도바                 |
| 몰디브                 |
| 몰타                   |
| 몽골                   |
| 미국                   |
| 미얀마                 |
| 미크로네시아 연방      |
| 바누아투               |
| 바레인                 |
| 바베이도스             |
| 바티칸 시국            |
| 바하마                 |
| 방글라데시             |
| 베냉                   |
| 베네수엘라             |
| 베트남                 |
| 벨기에                 |
| 벨라루스               |
| 벨리즈                 |
| 보스니아 헤르체고비나  |
| 보츠와나               |
| 볼리비아               |
| 부룬디                 |
| 부르키나파소           |
| 부탄                   |
| 북마케도니아           |
| 불가리아               |
| 브라질                 |
| 브루나이               |
| 사모아                 |
| 사우디아라비아         |
| 산마리노               |
| 상투메 프린시페        |
| 세네갈                 |
| 세르비아               |
| 세이셸                 |
| 세인트루시아           |
| 세인트빈센트 그레나딘  |
| 세인트키츠 네비스      |
| 소말리아               |
| 솔로몬 제도            |
| 수단                   |
| 수리남                 |
| 스리랑카               |
| 스웨덴                 |
| 스위스                 |
| 스페인                 |
| 슬로바키아             |
| 슬로베니아             |
| 시리아                 |
| 시에라리온             |
| 싱가포르               |
| 아랍에미리트           |
| 아르메니아             |
| 아르헨티나             |
| 아이슬란드             |
| 아이티                 |
| 아일랜드               |
| 아제르바이잔           |
| 아프가니스탄           |
| 안도라                 |
| 알바니아               |
| 알제리                 |
| 앙골라                 |
| 앤티가 바부다          |
| 에리트레아             |
| 에스와티니             |
| 에스토니아             |
| 에콰도르               |
| 에티오피아             |
| 엘살바도르             |
| 영국                   |
| 예멘                   |
| 오만                   |
| 오스트레일리아         |
| 오스트리아             |
| 온두라스               |
| 요르단                 |
| 우간다                 |
| 우루과이               |
| 우즈베키스탄           |
| 우크라이나             |
| 이라크                 |
| 이란                   |
| 이스라엘               |
| 이집트                 |
| 이탈리아               |
| 인도                   |
| 인도네시아             |
| 일본                   |
| 자메이카               |
| 잠비아                 |
| 적도 기니              |
| 조선민주주의인민공화국 |
| 조지아                 |
| 중국                   |
| 중앙아프리카 공화국    |
| 지부티                 |
| 짐바브웨               |
| 차드                   |
| 체코                   |
| 칠레                   |
| 카메룬                 |
| 카보베르데             |
| 카자흐스탄             |
| 카타르                 |
| 캄보디아               |
| 캐나다                 |
| 케냐                   |
| 코모로                 |
| 코스타리카             |
| 코트디부아르           |
| 콜롬비아               |
| 콩고 공화국            |
| 콩고 민주 공화국       |
| 쿠바                   |
| 쿠웨이트               |
| 쿡 제도                |
| 크로아티아             |
| 키르기스스탄           |
| 키리바시               |
| 키프로스               |
| 타지키스탄             |
| 탄자니아               |
| 태국                   |
| 토고                   |
| 통가                   |
| 투르크메니스탄         |
| 투발루                 |
| 튀니지                 |
| 튀르키예               |
| 트리니다드 토바고      |
| 파나마                 |
| 파라과이               |
| 파키스탄               |
| 파푸아뉴기니           |
| 팔라우                 |
| 팔레스타인             |
| 페루                   |
| 포르투갈               |
| 폴란드                 |
| 프랑스                 |
| 피지                   |
| 핀란드                 |
| 필리핀                 |
| 헝가리                 |
| 승인국                 |
| 미승인국               |
| 총계                   |

### 동부 남슬라브권
| 가나                   |
| 가봉                   |
| 가이아나               |
| 감비아                 |
| 과테말라               |
| 그레나다               |
| 그리스                 |
| 기니                   |
| 기니비사우             |
| 나미비아               |
| 나우루                 |
| 나이지리아             |
| 남수단                 |
| 남아프리카 공화국      |
| 네덜란드               |
| 네팔                   |
| 노르웨이               |
| 뉴질랜드               |
| 니우에                 |
| 니제르                 |
| 니카라과               |
| 대한민국               |
| 덴마크                 |
| 도미니카 공화국        |
| 도미니카 연방          |
| 독일                   |
| 동티모르               |
| 라오스                 |
| 라이베리아             |
| 라트비아               |
| 러시아                 |
| 레바논                 |
| 레소토                 |
| 루마니아               |
| 룩셈부르크             |
| 르완다                 |
| 리비아                 |
| 리투아니아             |
| 리히텐슈타인           |
| 마다가스카르           |
| 마셜 제도              |
| 말라위                 |
| 말레이시아             |
| 말리                   |
| 멕시코                 |
| 모나코                 |
| 모로코                 |
| 모리셔스               |
| 모리타니               |
| 모잠비크               |
| 몬테네그로             |
| 몰도바                 |
| 몰디브                 |
| 몰타                   |
| 몽골                   |
| 미국                   |
| 미얀마                 |
| 미크로네시아 연방      |
| 바누아투               |
| 바레인                 |
| 바베이도스             |
| 바티칸 시국            |
| 바하마                 |
| 방글라데시             |
| 베냉                   |
| 베네수엘라             |
| 베트남                 |
| 벨기에                 |
| 벨라루스               |
| 벨리즈                 |
| 보스니아 헤르체고비나  |
| 보츠와나               |
| 볼리비아               |
| 부룬디                 |
| 부르키나파소           |
| 부탄                   |
| 북마케도니아           |
| 불가리아               |
| 브라질                 |
| 브루나이               |
| 사모아                 |
| 사우디아라비아         |
| 산마리노               |
| 상투메 프린시페        |
| 세네갈                 |
| 세르비아               |
| 세이셸                 |
| 세인트루시아           |
| 세인트빈센트 그레나딘  |
| 세인트키츠 네비스      |
| 소말리아               |
| 솔로몬 제도            |
| 수단                   |
| 수리남                 |
| 스리랑카               |
| 스웨덴                 |
| 스위스                 |
| 스페인                 |
| 슬로바키아             |
| 슬로베니아             |
| 시리아                 |
| 시에라리온             |
| 싱가포르               |
| 아랍에미리트           |
| 아르메니아             |
| 아르헨티나             |
| 아이슬란드             |
| 아이티                 |
| 아일랜드               |
| 아제르바이잔           |
| 아프가니스탄           |
| 안도라                 |
| 알바니아               |
| 알제리                 |
| 앙골라                 |
| 앤티가 바부다          |
| 에리트레아             |
| 에스와티니             |
| 에스토니아             |
| 에콰도르               |
| 에티오피아             |
| 엘살바도르             |
| 영국                   |
| 예멘                   |
| 오만                   |
| 오스트레일리아         |
| 오스트리아             |
| 온두라스               |
| 요르단                 |
| 우간다                 |
| 우루과이               |
| 우즈베키스탄           |
| 우크라이나             |
| 이라크                 |
| 이란                   |
| 이스라엘               |
| 이집트                 |
| 이탈리아               |
| 인도                   |
| 인도네시아             |
| 일본                   |
| 자메이카               |
| 잠비아                 |
| 적도 기니              |
| 조선민주주의인민공화국 |
| 조지아                 |
| 중국                   |
| 중앙아프리카 공화국    |
| 지부티                 |
| 짐바브웨               |
| 차드                   |
| 체코                   |
| 칠레                   |
| 카메룬                 |
| 카보베르데             |
| 카자흐스탄             |
| 카타르                 |
| 캄보디아               |
| 캐나다                 |
| 케냐                   |
| 코모로                 |
| 코스타리카             |
| 코트디부아르           |
| 콜롬비아               |
| 콩고 공화국            |
| 콩고 민주 공화국       |
| 쿠바                   |
| 쿠웨이트               |
| 쿡 제도                |
| 크로아티아             |
| 키르기스스탄           |
| 키리바시               |
| 키프로스               |
| 타지키스탄             |
| 탄자니아               |
| 태국                   |
| 토고                   |
| 통가                   |
| 투르크메니스탄         |
| 투발루                 |
| 튀니지                 |
| 튀르키예               |
| 트리니다드 토바고      |
| 파나마                 |
| 파라과이               |
| 파키스탄               |
| 파푸아뉴기니           |
| 팔라우                 |
| 팔레스타인             |
| 페루                   |
| 포르투갈               |
| 폴란드                 |
| 프랑스                 |
| 피지                   |
| 핀란드                 |
| 필리핀                 |
| 헝가리                 |
| 승인국                 |
| 미승인국               |
| 총계                   |

### 서부 남슬라브권
| 가나                   |
| 가봉                   |
| 가이아나               |
| 감비아                 |
| 과테말라               |
| 그레나다               |
| 그리스                 |
| 기니                   |
| 기니비사우             |
| 나미비아               |
| 나우루                 |
| 나이지리아             |
| 남수단                 |
| 남아프리카 공화국      |
| 네덜란드               |
| 네팔                   |
| 노르웨이               |
| 뉴질랜드               |
| 니우에                 |
| 니제르                 |
| 니카라과               |
| 대한민국               |
| 덴마크                 |
| 도미니카 공화국        |
| 도미니카 연방          |
| 독일                   |
| 동티모르               |
| 라오스                 |
| 라이베리아             |
| 라트비아               |
| 러시아                 |
| 레바논                 |
| 레소토                 |
| 루마니아               |
| 룩셈부르크             |
| 르완다                 |
| 리비아                 |
| 리투아니아             |
| 리히텐슈타인           |
| 마다가스카르           |
| 마셜 제도              |
| 말라위                 |
| 말레이시아             |
| 말리                   |
| 멕시코                 |
| 모나코                 |
| 모로코                 |
| 모리셔스               |
| 모리타니               |
| 모잠비크               |
| 몬테네그로             |
| 몰도바                 |
| 몰디브                 |
| 몰타                   |
| 몽골                   |
| 미국                   |
| 미얀마                 |
| 미크로네시아 연방      |
| 바누아투               |
| 바레인                 |
| 바베이도스             |
| 바티칸 시국            |
| 바하마                 |
| 방글라데시             |
| 베냉                   |
| 베네수엘라             |
| 베트남                 |
| 벨기에                 |
| 벨라루스               |
| 벨리즈                 |
| 보스니아 헤르체고비나  |
| 보츠와나               |
| 볼리비아               |
| 부룬디                 |
| 부르키나파소           |
| 부탄                   |
| 북마케도니아           |
| 불가리아               |
| 브라질                 |
| 브루나이               |
| 사모아                 |
| 사우디아라비아         |
| 산마리노               |
| 상투메 프린시페        |
| 세네갈                 |
| 세르비아               |
| 세이셸                 |
| 세인트루시아           |
| 세인트빈센트 그레나딘  |
| 세인트키츠 네비스      |
| 소말리아               |
| 솔로몬 제도            |
| 수단                   |
| 수리남                 |
| 스리랑카               |
| 스웨덴                 |
| 스위스                 |
| 스페인                 |
| 슬로바키아             |
| 슬로베니아             |
| 시리아                 |
| 시에라리온             |
| 싱가포르               |
| 아랍에미리트           |
| 아르메니아             |
| 아르헨티나             |
| 아이슬란드             |
| 아이티                 |
| 아일랜드               |
| 아제르바이잔           |
| 아프가니스탄           |
| 안도라                 |
| 알바니아               |
| 알제리                 |
| 앙골라                 |
| 앤티가 바부다          |
| 에리트레아             |
| 에스와티니             |
| 에스토니아             |
| 에콰도르               |
| 에티오피아             |
| 엘살바도르             |
| 영국                   |
| 예멘                   |
| 오만                   |
| 오스트레일리아         |
| 오스트리아             |
| 온두라스               |
| 요르단                 |
| 우간다                 |
| 우루과이               |
| 우즈베키스탄           |
| 우크라이나             |
| 이라크                 |
| 이란                   |
| 이스라엘               |
| 이집트                 |
| 이탈리아               |
| 인도                   |
| 인도네시아             |
| 일본                   |
| 자메이카               |
| 잠비아                 |
| 적도 기니              |
| 조선민주주의인민공화국 |
| 조지아                 |
| 중국                   |
| 중앙아프리카 공화국    |
| 지부티                 |
| 짐바브웨               |
| 차드                   |
| 체코                   |
| 칠레                   |
| 카메룬                 |
| 카보베르데             |
| 카자흐스탄             |
| 카타르                 |
| 캄보디아               |
| 캐나다                 |
| 케냐                   |
| 코모로                 |
| 코스타리카             |
| 코트디부아르           |
| 콜롬비아               |
| 콩고 공화국            |
| 콩고 민주 공화국       |
| 쿠바                   |
| 쿠웨이트               |
| 쿡 제도                |
| 크로아티아             |
| 키르기스스탄           |
| 키리바시               |
| 키프로스               |
| 타지키스탄             |
| 탄자니아               |
| 태국                   |
| 토고                   |
| 통가                   |
| 투르크메니스탄         |
| 투발루                 |
| 튀니지                 |
| 튀르키예               |
| 트리니다드 토바고      |
| 파나마                 |
| 파라과이               |
| 파키스탄               |
| 파푸아뉴기니           |
| 팔라우                 |
| 팔레스타인             |
| 페루                   |
| 포르투갈               |
| 폴란드                 |
| 프랑스                 |
| 피지                   |
| 핀란드                 |
| 필리핀                 |
| 헝가리                 |
| 승인국                 |
| 미승인국               |
| 총계                   |

### 캅카스 3국
| 가나                   |
| 가봉                   |
| 가이아나               |
| 감비아                 |
| 과테말라               |
| 그레나다               |
| 그리스                 |
| 기니                   |
| 기니비사우             |
| 나미비아               |
| 나우루                 |
| 나이지리아             |
| 남수단                 |
| 남아프리카 공화국      |
| 네덜란드               |
| 네팔                   |
| 노르웨이               |
| 뉴질랜드               |
| 니우에                 |
| 니제르                 |
| 니카라과               |
| 대한민국               |
| 덴마크                 |
| 도미니카 공화국        |
| 도미니카 연방          |
| 독일                   |
| 동티모르               |
| 라오스                 |
| 라이베리아             |
| 라트비아               |
| 러시아                 |
| 레바논                 |
| 레소토                 |
| 루마니아               |
| 룩셈부르크             |
| 르완다                 |
| 리비아                 |
| 리투아니아             |
| 리히텐슈타인           |
| 마다가스카르           |
| 마셜 제도              |
| 말라위                 |
| 말레이시아             |
| 말리                   |
| 멕시코                 |
| 모나코                 |
| 모로코                 |
| 모리셔스               |
| 모리타니               |
| 모잠비크               |
| 몬테네그로             |
| 몰도바                 |
| 몰디브                 |
| 몰타                   |
| 몽골                   |
| 미국                   |
| 미얀마                 |
| 미크로네시아 연방      |
| 바누아투               |
| 바레인                 |
| 바베이도스             |
| 바티칸 시국            |
| 바하마                 |
| 방글라데시             |
| 베냉                   |
| 베네수엘라             |
| 베트남                 |
| 벨기에                 |
| 벨라루스               |
| 벨리즈                 |
| 보스니아 헤르체고비나  |
| 보츠와나               |
| 볼리비아               |
| 부룬디                 |
| 부르키나파소           |
| 부탄                   |
| 북마케도니아           |
| 불가리아               |
| 브라질                 |
| 브루나이               |
| 사모아                 |
| 사우디아라비아         |
| 산마리노               |
| 상투메 프린시페        |
| 세네갈                 |
| 세르비아               |
| 세이셸                 |
| 세인트루시아           |
| 세인트빈센트 그레나딘  |
| 세인트키츠 네비스      |
| 소말리아               |
| 솔로몬 제도            |
| 수단                   |
| 수리남                 |
| 스리랑카               |
| 스웨덴                 |
| 스위스                 |
| 스페인                 |
| 슬로바키아             |
| 슬로베니아             |
| 시리아                 |
| 시에라리온             |
| 싱가포르               |
| 아랍에미리트           |
| 아르메니아             |
| 아르헨티나             |
| 아이슬란드             |
| 아이티                 |
| 아일랜드               |
| 아제르바이잔           |
| 아프가니스탄           |
| 안도라                 |
| 알바니아               |
| 알제리                 |
| 앙골라                 |
| 앤티가 바부다          |
| 에리트레아             |
| 에스와티니             |
| 에스토니아             |
| 에콰도르               |
| 에티오피아             |
| 엘살바도르             |
| 영국                   |
| 예멘                   |
| 오만                   |
| 오스트레일리아         |
| 오스트리아             |
| 온두라스               |
| 요르단                 |
| 우간다                 |
| 우루과이               |
| 우즈베키스탄           |
| 우크라이나             |
| 이라크                 |
| 이란                   |
| 이스라엘               |
| 이집트                 |
| 이탈리아               |
| 인도                   |
| 인도네시아             |
| 일본                   |
| 자메이카               |
| 잠비아                 |
| 적도 기니              |
| 조선민주주의인민공화국 |
| 조지아                 |
| 중국                   |
| 중앙아프리카 공화국    |
| 지부티                 |
| 짐바브웨               |
| 차드                   |
| 체코                   |
| 칠레                   |
| 카메룬                 |
| 카보베르데             |
| 카자흐스탄             |
| 카타르                 |
| 캄보디아               |
| 캐나다                 |
| 케냐                   |
| 코모로                 |
| 코스타리카             |
| 코트디부아르           |
| 콜롬비아               |
| 콩고 공화국            |
| 콩고 민주 공화국       |
| 쿠바                   |
| 쿠웨이트               |
| 쿡 제도                |
| 크로아티아             |
| 키르기스스탄           |
| 키리바시               |
| 키프로스               |
| 타지키스탄             |
| 탄자니아               |
| 태국                   |
| 토고                   |
| 통가                   |
| 투르크메니스탄         |
| 투발루                 |
| 튀니지                 |
| 튀르키예               |
| 트리니다드 토바고      |
| 파나마                 |
| 파라과이               |
| 파키스탄               |
| 파푸아뉴기니           |
| 팔라우                 |
| 팔레스타인             |
| 페루                   |
| 포르투갈               |
| 폴란드                 |
| 프랑스                 |
| 피지                   |
| 핀란드                 |
| 필리핀                 |
| 헝가리                 |
| 승인국                 |
| 미승인국               |
| 총계                   |

### 발트 3국
| 가나                   |
| 가봉                   |
| 가이아나               |
| 감비아                 |
| 과테말라               |
| 그레나다               |
| 그리스                 |
| 기니                   |
| 기니비사우             |
| 나미비아               |
| 나우루                 |
| 나이지리아             |
| 남수단                 |
| 남아프리카 공화국      |
| 네덜란드               |
| 네팔                   |
| 노르웨이               |
| 뉴질랜드               |
| 니우에                 |
| 니제르                 |
| 니카라과               |
| 대한민국               |
| 덴마크                 |
| 도미니카 공화국        |
| 도미니카 연방          |
| 독일                   |
| 동티모르               |
| 라오스                 |
| 라이베리아             |
| 라트비아               |
| 러시아                 |
| 레바논                 |
| 레소토                 |
| 루마니아               |
| 룩셈부르크             |
| 르완다                 |
| 리비아                 |
| 리투아니아             |
| 리히텐슈타인           |
| 마다가스카르           |
| 마셜 제도              |
| 말라위                 |
| 말레이시아             |
| 말리                   |
| 멕시코                 |
| 모나코                 |
| 모로코                 |
| 모리셔스               |
| 모리타니               |
| 모잠비크               |
| 몬테네그로             |
| 몰도바                 |
| 몰디브                 |
| 몰타                   |
| 몽골                   |
| 미국                   |
| 미얀마                 |
| 미크로네시아 연방      |
| 바누아투               |
| 바레인                 |
| 바베이도스             |
| 바티칸 시국            |
| 바하마                 |
| 방글라데시             |
| 베냉                   |
| 베네수엘라             |
| 베트남                 |
| 벨기에                 |
| 벨라루스               |
| 벨리즈                 |
| 보스니아 헤르체고비나  |
| 보츠와나               |
| 볼리비아               |
| 부룬디                 |
| 부르키나파소           |
| 부탄                   |
| 북마케도니아           |
| 불가리아               |
| 브라질                 |
| 브루나이               |
| 사모아                 |
| 사우디아라비아         |
| 산마리노               |
| 상투메 프린시페        |
| 세네갈                 |
| 세르비아               |
| 세이셸                 |
| 세인트루시아           |
| 세인트빈센트 그레나딘  |
| 세인트키츠 네비스      |
| 소말리아               |
| 솔로몬 제도            |
| 수단                   |
| 수리남                 |
| 스리랑카               |
| 스웨덴                 |
| 스위스                 |
| 스페인                 |
| 슬로바키아             |
| 슬로베니아             |
| 시리아                 |
| 시에라리온             |
| 싱가포르               |
| 아랍에미리트           |
| 아르메니아             |
| 아르헨티나             |
| 아이슬란드             |
| 아이티                 |
| 아일랜드               |
| 아제르바이잔           |
| 아프가니스탄           |
| 안도라                 |
| 알바니아               |
| 알제리                 |
| 앙골라                 |
| 앤티가 바부다          |
| 에리트레아             |
| 에스와티니             |
| 에스토니아             |
| 에콰도르               |
| 에티오피아             |
| 엘살바도르             |
| 영국                   |
| 예멘                   |
| 오만                   |
| 오스트레일리아         |
| 오스트리아             |
| 온두라스               |
| 요르단                 |
| 우간다                 |
| 우루과이               |
| 우즈베키스탄           |
| 우크라이나             |
| 이라크                 |
| 이란                   |
| 이스라엘               |
| 이집트                 |
| 이탈리아               |
| 인도                   |
| 인도네시아             |
| 일본                   |
| 자메이카               |
| 잠비아                 |
| 적도 기니              |
| 조선민주주의인민공화국 |
| 조지아                 |
| 중국                   |
| 중앙아프리카 공화국    |
| 지부티                 |
| 짐바브웨               |
| 차드                   |
| 체코                   |
| 칠레                   |
| 카메룬                 |
| 카보베르데             |
| 카자흐스탄             |
| 카타르                 |
| 캄보디아               |
| 캐나다                 |
| 케냐                   |
| 코모로                 |
| 코스타리카             |
| 코트디부아르           |
| 콜롬비아               |
| 콩고 공화국            |
| 콩고 민주 공화국       |
| 쿠바                   |
| 쿠웨이트               |
| 쿡 제도                |
| 크로아티아             |
| 키르기스스탄           |
| 키리바시               |
| 키프로스               |
| 타지키스탄             |
| 탄자니아               |
| 태국                   |
| 토고                   |
| 통가                   |
| 투르크메니스탄         |
| 투발루                 |
| 튀니지                 |
| 튀르키예               |
| 트리니다드 토바고      |
| 파나마                 |
| 파라과이               |
| 파키스탄               |
| 파푸아뉴기니           |
| 팔라우                 |
| 팔레스타인             |
| 페루                   |
| 포르투갈               |
| 폴란드                 |
| 프랑스                 |
| 피지                   |
| 핀란드                 |
| 필리핀                 |
| 헝가리                 |
| 승인국                 |
| 미승인국               |
| 총계                   |

## 지도 자료

### 러시아
- 수교 현황
- 재외공관 설치 현황
- 외국공관 유무 현황

### 폴란드
- 수교 현황
- 재외공관 설치 현황
- 외국공관 유무 현황

### 체코
- 수교 현황
- 재외공관 설치 현황
- 외국공관 유무 현황

### 루마니아
- 수교 현황
- 재외공관 설치 현황
- 외국공관 유무 현황

### 헝가리
- 수교 현황
- 재외공관 설치 현황
- 외국공관 유무 현황

### 우크라이나
- 수교 현황
- 재외공관 설치 현황
- 외국공관 유무 현황

### 불가리아
- 수교 현황
- 재외공관 설치 현황
- 외국공관 유무 현황

### 세르비아
- 수교 현황
- 재외공관 설치 현황
- 외국공관 유무 현황

### 슬로바키아
- 수교 현황
- 재외공관 설치 현황
- 외국공관 유무 현황

### 크로아티아
- 수교 현황
- 재외공관 설치 현황
- 외국공관 유무 현황

### 벨라루스
- 수교 현황
- 재외공관 설치 현황
- 외국공관 유무 현황

### 아제르바이잔
- 수교 현황
- 재외공관 설치 현황
- 외국공관 유무 현황

### 슬로베니아
- 수교 현황
- 재외공관 설치 현황
- 외국공관 유무 현황

### 보스니아 헤르체고비나
- 수교 현황
- 재외공관 설치 현황
- 외국공관 유무 현황

### 리투아니아
- 수교 현황
- 재외공관 설치 현황
- 외국공관 유무 현황

### 조지아
- 수교 현황
- 재외공관 설치 현황
- 외국공관 유무 현황

### 알바니아
- 수교 현황
- 재외공관 설치 현황
- 외국공관 유무 현황

### 라트비아
- 수교 현황
- 재외공관 설치 현황
- 외국공관 유무 현황

### 북마케도니아
- 수교 현황
- 재외공관 설치 현황
- 외국공관 유무 현황

### 에스토니아
- 수교 현황
- 재외공관 설치 현황
- 외국공관 유무 현황

### 몰도바
- 수교 현황
- 재외공관 설치 현황
- 외국공관 유무 현황

### 아르메니아
- 수교 현황
- 재외공관 설치 현황
- 외국공관 유무 현황

### 몬테네그로
- 수교 현황
- 재외공관 설치 현황
- 외국공관 유무 현황

## 같이 보기
- 나라별 수교 현황
  - 나라별 수교 현황/유럽
    - 나라별 수교 현황/유럽/서유럽

  - 나라별 수교 현황/아시아
  - 나라별 수교 현황/아메리카
  - 나라별 수교 현황/아프리카
  - 나라별 수교 현황/오세아니아
- 나라별 외교 공관 목록